# Ерік Рабесандратана
Ерік Рабесандратана (малаг. Éric Rabésandratana, нар. 18 вересня 1972, Епіне-сюр-Сен) — мадагаскарський футболіст, що грав на позиції півзахисника. По завершенні ігрової кар'єри — тренер.
Виступав, зокрема, за клуби «Нансі» та «Парі Сен-Жермен», а також національну збірну Мадагаскару.
Володар Кубка Франції. Володар Кубка французької ліги. Володар Суперкубка Франції.

## Клубна кар'єра
У дорослому футболі дебютував 1991 року виступами за команду «Нансі», в якій провів шість сезонів, взявши участь у 231 матчі чемпіонату.  Більшість часу, проведеного у складі «Нансі», був основним гравцем команди.
Своєю грою за цю команду привернув увагу представників тренерського штабу клубу «Парі Сен-Жермен», до складу якого приєднався 1997 року. Відіграв за паризьку команду наступні чотири сезони своєї ігрової кар'єри. Граючи у складі «Парі Сен-Жермен» також здебільшого виходив на поле в основному складі команди. За цей час виборов титул володаря Кубка Франції, ставав володарем Кубка французької ліги, володарем Суперкубка Франції.
Згодом з 2001 по 2004 рік грав у складі команд АЕК та «Шатору».
Завершив ігрову кар'єру у команді «Монс», за яку виступав протягом 2004—2007 років.

## Виступи за збірні
Протягом 1994–1997 років залучався до складу молодіжної збірної Франції.
1997 року дебютував в офіційних матчах у складі національної збірної Мадагаскару.
Загалом протягом кар'єри в національній команді, яка тривала 11 років, провів у її формі 75 матчів.

## Кар'єра тренера
Розпочав тренерську кар'єру, повернувшись до футболу після невеликої перерви, 2014 року, увійшовши до тренерського штабу клубу «М'ямі Читй».
В подальшому входив до тренерських штабів клубів «Саїнт Емільоннаїс» та Мадагаскар.
Наразі останнім місцем тренерської роботи був клуб Мадагаскар, в якому Ерік Рабесандратана був одним з тренерів головної команди протягом 2021 року.

## Титули і досягнення
- Володар Кубка Франції (1):

«Парі Сен-Жермен»: 1997-1998
- Володар Кубка французької ліги (1):

«Парі Сен-Жермен»: 1997-1998
- Володар Суперкубка Франції (1):

«Парі Сен-Жермен»: 1998